# Стимбот Спрингс (Колорадо)
Стимбот Спрингс (енгл. Steamboat Springs) град је у америчкој савезној држави Колорадо.

## Демографија
По попису из 2010. године број становника је 12.088, што је 2.273 (23,2%) становника више него 2000. године.
| Група             | 2000.         | 2010.          |
| Белци             | 9.298 (94,7%) | 10.720 (88,7%) |
| Афроамериканци    | 13 (0,1%)     | 78 (0,6%)      |
| Азијати           | 49 (0,5%)     | 96 (0,8%)      |
| Хиспаноамериканци | 307 (3,1%)    | 1.025 (8,5%)   |
| Укупно            | 9.815         | 12.088         |